# Amiota nebojsa
Amiota nebojsa är en tvåvingeart som beskrevs av Maca 2003. Amiota nebojsa ingår i släktet Amiota och familjen daggflugor. Inga underarter finns listade i Catalogue of Life.